# Antoniuskapelle (Sorsum)

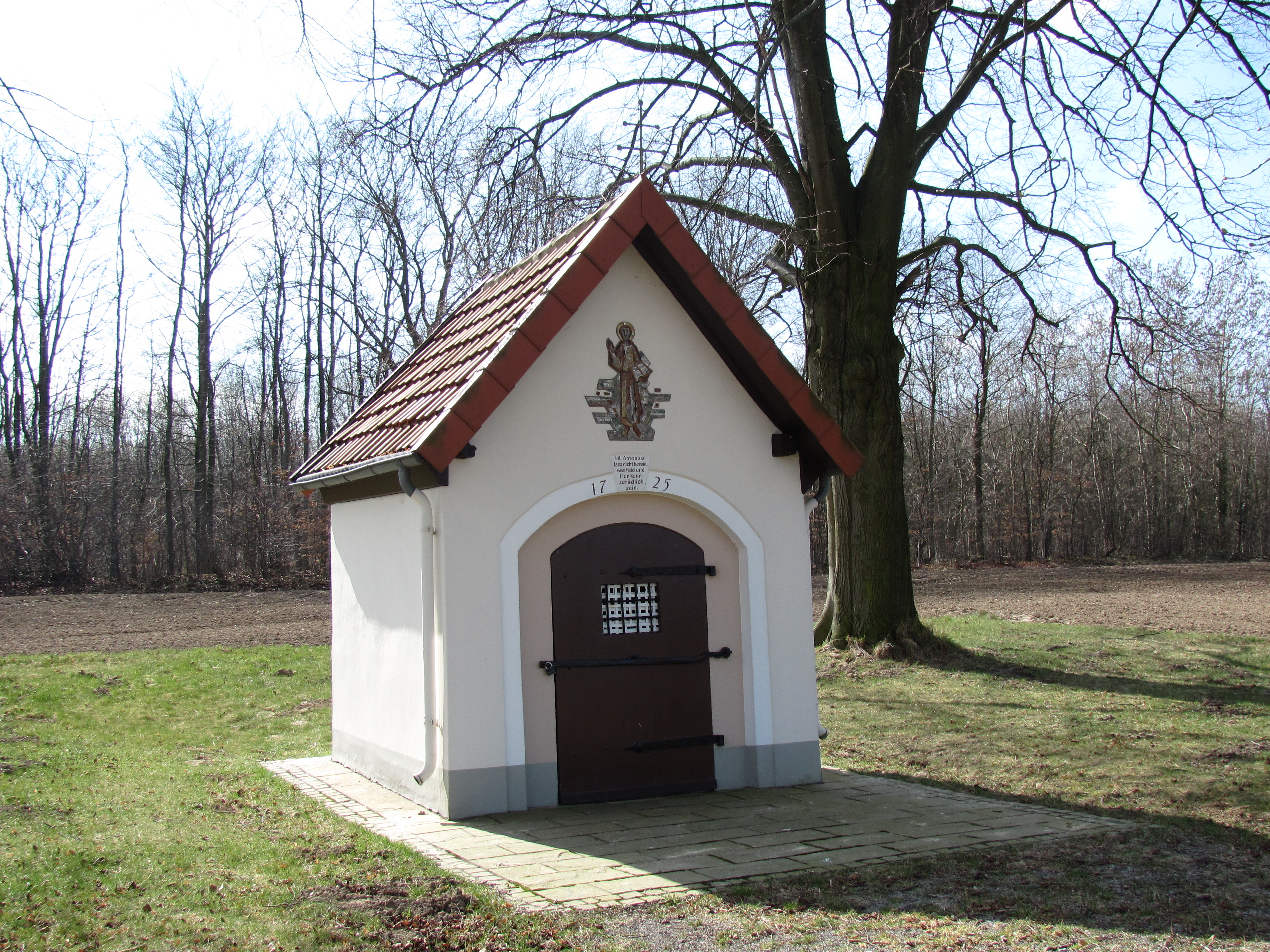
Antoniuskapelle in Sorsum

Die römisch-katholische Antoniuskapelle im Hildesheimer Ortsteil Sorsum befindet sich zwischen der ehemaligen Sorsumer Mühle und der neuen Umgehungsstraße. Sie ist dem heiligen Antonius von Padua gewidmet.

## Geschichte
Die Kapelle stammt aus dem frühen 18. Jahrhundert und steht auf Kirchenland, das ab 1803 der Klosterkammer Hannover gehörte. Durch Schenkung bekam die Sorsumer Pfarrgemeinde St. Kunibert 1956 das Grundstück und die Kapelle wieder in ihren Besitz.
Über der Eingangstür der Kapelle steht die Jahreszahl 1725 sowie der Spruch „Hl. Antonius lass nicht herein, was Feld und Flur kann schädlich sein“.
Die Kapelle gehört heute zur Pfarrgemeinde St. Martinus in Hildesheim – Katholische Kirche im Güldenen Winkel.

## Mündliche Überlieferung
Der mündlichen Überlieferung nach soll sich kurz nach 1700 eine weibliche Person des ehemaligen Klosters Escherde – einmal heißt es, es wäre eine Nonne, ein andermal eine Küchengehilfin gewesen – in den früher viel dichteren Wäldern des Escherberges verirrt haben. Nach längerer, letztlich doch erfolgreicher Suche soll der Prior des Klosters an der Fundstelle aus Dank die Kapelle errichtet haben. Der Wahrheitsgehalt dieser Überlieferung ist sehr groß, denn zum einen stammt die Innenausstattung der Kapelle aus dem genannten Zeitraum, zum anderen gilt der Heilige Antonius in der Volksfrömmigkeit der Christen als Patron und Helfer für diejenigen, die etwas Wertvolles verloren haben.